# Austrian International 1996
Die Austrian International 1996 fanden vom 25. bis zum 28. Januar 1996 in St. Pölten statt. Es war die 26. Austragung dieser offenen internationalen Meisterschaften von Österreich im Badminton.

## Sieger und Platzierte
| Disziplin    | Gold                                     | Silber                             | Bronze                               |
| ------------ | ---------------------------------------- | ---------------------------------- | ------------------------------------ |
| Herreneinzel | Kenneth Jonassen                         | Robert Nock                        | Jürgen Koch                          |
| Herreneinzel | Kenneth Jonassen                         | Robert Nock                        | Anders Boesen                        |
| Dameneinzel  | Mette Pedersen                           | Monique Hoogland                   | Katarzyna Krasowska                  |
| Dameneinzel  | Mette Pedersen                           | Monique Hoogland                   | Michelle Rasmussen                   |
| Herrendoppel | Jesper Larsen Peder Nissen               | Artur Khachaturjan Sergey Melnikov | Valeriy Strelcov Konstantin Tatranov |
| Herrendoppel | Jesper Larsen Peder Nissen               | Artur Khachaturjan Sergey Melnikov | Ricardo Fernandes Fernando Silva     |
| Damendoppel  | Pernille Harder Majken Vange             | Gitte Jansson Mette Schjoldager    | Tanja Berg Mette Pedersen            |
| Damendoppel  | Pernille Harder Majken Vange             | Gitte Jansson Mette Schjoldager    | Jillian Haldane Elinor Middlemiss    |
| Mixed        | Vladislav Druzchenko Viktoria Evtushenko | Quinten van Dalm Nicole van Hooren | Peder Nissen Mette Schjoldager       |
| Mixed        | Vladislav Druzchenko Viktoria Evtushenko | Quinten van Dalm Nicole van Hooren | Gitte Jansson Jesper Larsen          |

## Finalergebnisse
| Disziplin    | Sieger                                    | Finalist                           | Ergebnis   |
| ------------ | ----------------------------------------- | ---------------------------------- | ---------- |
| Herreneinzel | Kenneth Jonassen                          | Robert Nock                        | 15-10 15-4 |
| Dameneinzel  | Mette Pedersen                            | Monique Hoogland                   | 11-4 11-7  |
| Herrendoppel | Jesper Larsen Peder Nissen                | Artur Khachaturyan Sergey Melnikov | 15-12 15-9 |
| Damendoppel  | Majken Vange Pernille Harder              | Gitte Jansson Mette Schjoldager    | 15-6 15-12 |
| Mixed        | Vladislav Druzchenko Viktoria Evtuschenko | Quinten van Dalm Nicole van Hooren | 15-4 15-8  |